# Waterloo (Serra Leoa)

Imagem de localização da cidade de Waterloo em serra leoa

Waterloo é uma cidade na área ocidental de Serra Leoa e a capital do distrito de West Area Rural, que é um dos dezesseis distritos de Serra Leoa. Waterloo está localizado a cerca de vinte quilômetros a leste de Freetown, capital nacional, sendo a segunda maior cidade da região oeste de Serra Leoa, depois de Freetown. A cidade tinha uma população de 55.000 conforme uma estimativa de 2015. Waterloo faz parte da área metropolitana de Freetown.
A cidade é um importante centro de transporte urbano e fica na principal rodovia que liga Freetown às províncias do país. Com uma área inteiramente urbana, está situada a 15 quilômetros da entrada do distrito de Port Loko, na Província do Norte. É uma das cidades mais etnicamente diversificadas de Serra Leoa, pois é o lar de muitos grupos étnicos do país, sem que um único grupo étnico constitua nem 30% da população.
Embora Waterloo faça parte do conselho distrital da área rural da área ocidental maior, a cidade tem seu próprio conselho municipal eleito diretamente, chefiado por um prefeito.